# چبیکو پیاسکی
چبیکو پیاسکی (به لاتین: Trzebicko-Piaski) یک سکونتگاه مسکونی در لهستان است که در Gmina Cieszków واقع شده‌است.